# Autoridad civil
Autoridad civil o poder civil es una expresión que designa a la parte del aparato del Estado de la que depende el mantenimiento de la ley y el orden (orden público) pero que no corresponde a las fuerzas armadas. También se usa el término para distinguirlo de las autoridades religiosas o poder religioso; aunque es más habitual que, en ese contexto, se hable de poder secular (especialmente en el derecho canónico), o incluso de gobierno humano, en oposición al gobierno de Dios o gobierno divino.
Entre los primeros usos del concepto está el de la reflexión evangélica sobre la sumisión al poder civil a propósito del tributo al César (Dad a Dios lo que es de Dios y al César lo que es del César); y posteriormente las de los padres de la Iglesia, especialmente San Agustín (Civitate Dei y el denominado agustinismo político). En la época medieval el concepto fue desarrollado polémicamente a través de la teoría de las dos espadas y otras duras polémicas entre pontificado e imperio, los dos poderes universales.
En época moderna, el humanismo abrió el campo intelectual a la reflexión de las ciencias políticas, más o menos alejadas del teocentrismo medieval (desde el maquiavelismo hasta el neoescolasticismo de la Escuela de Salamanca). La práctica política de las monarquías autoritarias y los estados modernos fueron experimentando distintas formas de relación con el poder eclesiástico, desde el regalismo en los países católicos hasta la Reforma protestante. Entre otras experiencias,  se cuenta el concepto de "civil government" (no debe confundirse con el uso que se da a "gobierno civil" en castellano) que se atribuye a Roger Williams en 1636. Este clérigo fundó la colonia de Rhode Island and Providence Plantations (Rhode Island), y planteaba la creación de un "muro de separación" entre Iglesia y Estado para prevenir la corrupción de la Iglesia y mantener el orden civil
(Bloudy Tenent of Persecution, 1644).